# Planetes
Planetes is een geslacht van kevers uit de familie van de loopkevers (Carabidae). De wetenschappelijke naam van het geslacht is voor het eerst geldig gepubliceerd in 1825 door W. S. MacLeay.

## Soorten
Het geslacht Planetes omvat de volgende soorten:
- Planetes angusticollis Baehr, 1986
- Planetes australis (W.J.MacLeay, 1871)
- Planetes bimaculatus W. S. MacLeay, 1825
- Planetes bipartitus Basilewsky, 1963
- Planetes congobelgicus Basilewsky, 1963
- Planetes cordens Darlington, 1968
- Planetes elegans (Nietner, 1857)
- Planetes formosanus Jedlicka, 1939
- Planetes gerardi Borgeon, 1937
- Planetes humeralis Darlington, 1968
- Planetes indicus Andrewes, 1922
- Planetes kasaharai Habu, 1978
- Planetes limbatus Peringuey, 1896
- Planetes lineolatus Putzeys, 1880
- Planetes magelae Baehr, 1986
- Planetes millstreamensis Baehr, 1986
- Planetes minimus Jedlicka, 1936
- Planetes muiri Andrewes, 1924
- Planetes multicostulatus Basilewsky, 1954
- Planetes obiensis Louwerens, 1956
- Planetes pendleburyi Andrewes, 1929
- Planetes puncticeps Andrewes, 1919
- Planetes quadricollis Chaudoir, 1878
- Planetes ruficeps Schaum, 1863
- Planetes ruficollis (Nietner, 1857)
- Planetes secernendus Oberthur, 1883
- Planetes simplex Bates, 1886